# المدرسة التاشفينية
المدرسة التاشفينية من أهم مدارس المغرب الأوسط والتي أسسها ابي تاشفين بن ابي حمو الأول عام 725 هـ.

## تاريخ
بنيت هذه المدرسة بأمر من الأمير أبي تاشفين  في سنة 725هـ حسب البعض، غير أنها طمست آثارها ولم يبق من ذكرها إلا الاسم، وقد كانت هذه المدرسة لا زالت قائمة إلى غاية 1873م ومحافظة على شكلها الأصلي، غير أن السلطات الاستعمارية الفرنسية قامت بإزالتها بغرض تهيئة ساحة عامة وبنيت بدلها دار البلدية الحالية.
جاء ذكر المدرسة التاشفينية عند التنسي عند وصفه لأعمال أبي تاشفينية بقوله:
| المدرسة التاشفينية | وحسن ذلك كله ببناء المدرسة الجليلة العديمة النظر، التي بناها بإزاء الجامع الأعظم، وما ترك من شئ مما اختصت به قصوره المشيدة، إلا وشيد مثله بها. | المدرسة التاشفينية |

وذكر الفرنسي جورج مارسي أن:
| المدرسة التاشفينية | شكل المدرسة كان جميلا ومتميزا ... وكانت التغليف بالسيراميك يلعب دورا هاما في تزيين محيط الأبواب، وتبليط القاعات ... وكانت توجد أمام مصلاها فسقية من الرخام تحفها زخارف نباتية متشابكة مرهفة، وقد حملت قطع فسيفساء الخزف إلى متحف تلمسان ومتحف الجزائر، وحملت قطع أخرى إلى متحف اللوفر بفرنسا. | المدرسة التاشفينية |

## وصف المدرسة
كان لهذه المدرسة واجهتان تشتملان على بابين في وسطهما، كما كانت تحتوي على قاعتين للصلاة، عرضها أكبر من عمقها بمرتين ونصف، وهي مقسمة إلى ثلاثة أقسام عن طريق قوسين عموديين على جدار القبلة.
1. القسم المركزي: والذي يوجد في مقدمته المحراب يعلوه سقف هرمي الشكل قاعدته مثمنة ومنتظمة الزوايا. أما الأقسام الأخرى الجانبية والمستطيلة، فهي مغطاة بسقف هرمي ولكنه يرتكز على قاعدة مثمنة غير منتظمة الزوايا.
2. وفي مقابل المصلى، كانت توجد قاعة مربعة مقسمة إلى قسمين عن طريق أقواس قبالة جهة الساحة، يعتقد مارسي أنها كانت تستعمل كقاعة للدراسة أو مصلى إضافي. وموازاة للجهة الشرقية كانت توجد قاعتان مستطيلتان لعلهما كانتا تستعملان كمراقد للطلبة.
3. أما المئذنة، فقاعدتها مستطيلة وتقوم في الزاوية الجنوبية الغربية من المدرسة، تطل على ساحة كبيرة يكتنفها رواق ويساوي طولها مرتين عرضها .

## أنظر أيضا
- مدرسة مازونة الفقهية .